# Музей НаУКМА
Музей НаУКМА (до 2011 р. Музей української звитяги) — науково-дослідний, науково-інформаційний та культурно-освітній структурний підрозділ Національного університету «Києво-Могилянська академія».
Початок заснування Музею Національного університету «Києво-Могилянська академія» пов'язаний зі створенням науково-інформаційного і культурологічного комплексу «Бібліотека—Музей—Архів НаУКМА» відповідно до наказу Президента НаУКМА за № 212 від 16 травня 2006 р. Мета цієї ініціативи полягала у збереженні та популяризації пам'яток української історії і культури, пов'язаних з історією Києво-Могилянської академії через об'єднання книжкових, архівних, музейних і документальних колекцій Університету в одному історико-архітектурному просторі Братського монастиря XVII—XIX ст.: Староакадемічний корпус — Бібліотека Антоновичів — Поварня — Трапезна з Святодухівською церквою.

## Історія споруди
Історія споруд, де розташований Могилянський музей, сягає кінця XVII ст. Приміщення поварні Братського монастиря за однією з версій розташоване на місці двору Галшки (Галжбети Анни) Гулевичівни, фундаторки Київського братства і школи. Надаючи в 1615 р. фундуш (даровизну) на двір «Братству рекгули (статуту) Василя Великого», підтверджений у 1629 р. королівським привілеєм, Гулевичівна заповіла двір у таких межах:
|  | ...зъ одной стороны улица, которая вεдεтъ от ринку ку Днεпрови мимо дворъ пана Василія Ходики Крεницкого, скарбного кіεвского, а зъ другоε такъжε улицы, которая вεдεтъ от ринку ку Днεпрови мимо дворъ Криштофа Золотара и Пεтра Нεчая, мещан киεвскихъ, а трεтεε съ приходу от рынку ку двору Солεника, а чεтвεртоε тыломъ о тынъ ку дворови нεбожчика Фεдора Миткεвича, бывшого бурмистра кіεвского, зо всимъ до того двора и пляцу правы,пожитками и приходами и всякими налεжностями... |

Це одна з найстаріших кам'яних споруд у Києві, зокрема на Подолі, яка має залишки старої печі, де колись пекли хліб. Друге приміщення — церква Святого Духа, колишня церква Святих Бориса і Гліба. Вона була побудована гетьманом Іваном Мазепою як трапезна з невеличким храмом на честь двох перших давньоруських святих за взірцем давнього вишгородського Борисоглібського собору. Саме звідти за легендою походила ікона Братської Богородиці: вона нібито припливла звідти Дніпром і пристала до берега річки навпроти монастиря. У приміщенні церкви була розміщена бібліотека, більше ніж вісім тисяч томів якої згоріло у пожежах 2-ї половини XVIII ст.
Поварня є однією з перших мурованих монастирських споруд, яка, виконуючи різні функції, найдовше слугувала кухонним приміщенням. Неодноразово перебудована та пристосована до різних потреб її власників, будівля зберегла свою структуру — центральний вхід посередині південного фасаду, сіни та два у дзеркальному відображенні приміщення, а також рідкісний прохід у північній стіні та склепіння першого поверху і підвалів.

### Реставрація
Відремонтована після війни, Поварня та церква використовувалася міською лікарнею до 1992 р. Відродження комплексу ініційовано Почесним Президентом Академії В'ячеславом Брюховецьким. У 2005—2008 роках НаУКМА частково за державної підтримки та за кошти меценатів здійснила реставрацію будівлі. На першому поверсі у 2008 р. відбулося освячення престолу церкви Святого Духа, в якій відбуваються богослужіння.
Таким чином простір Музею — це зала другого поверху церкви Святого Духа, де проходять урочисті події, презентації, концерти та тимчасові виставки. А також дві зали поварні — меморіальна частина Музею, де представлена постійна експозиція.

## Експозиція
Могилянські матеріали, що були створені або зберігалися у стінах Могилянки сьогодні розпорошені між багатьма колекціями України, головні з яких: Національний історико-культурний заповідник «Києво-Печерська лавра», Музей образотворчого мистецтва України, Центральний державний історичний архів України у м. Києві, Інститут рукопису Національної наукової бібліотеки ім. Вернадського. Матеріалів, які б були свідками старої Академії в сучасній НаУКМА від цих установ передано не було.
У жовтні 2015 року відкрилася постійна музейна експозиція «Києво-Могилянська академія: чотири століття історії». У двох залах представлено історичне минуле Академії (XVII—XIX ст.), а також історію відродженого університету (1991—2015 рр.)
Завдяки викладачам, студентам, співробітникам та друзям НаУКМА в експозиції представлені оригінальні документи, рукописи, автографи, відзнаки, фотоальбоми та ужиткові предмети викладачів та вихованців академії XVII-ХІХ ст. Крім того, увазі відвідувачів пропонуються унікальні археологічні знахідки — фрагменти декору, лицьові, бічні та кутові кахлі, цегла зруйнованого Богоявленського собору. Членом Спілки художників України Г. Зориком на замовлення було написано 11 олійних портретів відомих фундаторів, меценатів, діячів академії. Експозиційний розділ відродженої академії базується на показі оригінальних документів організаційно-розпорядчого характеру, виданнях та інформаційно-довідкових матеріалах і нагородної системи НаУКМА тощо. В експозиції представлені журнали реєстрації перших абітурієнтів 1992 р., перші вступні тести, студентські самвидави і творчі роботи, перша друкарська машинка університету, церемоніальний одяг президента академії, друкарські машинки почесних докторів та професорів університету, фотографії, афіші, постери, сувеніри та ін.
У приміщенні Музею відбуваються експозиції, присвячені історії Києво-Могиляської академії в усі часи її існування, а також тематичні вечори, презентації видань, художні та музичні імпрези.

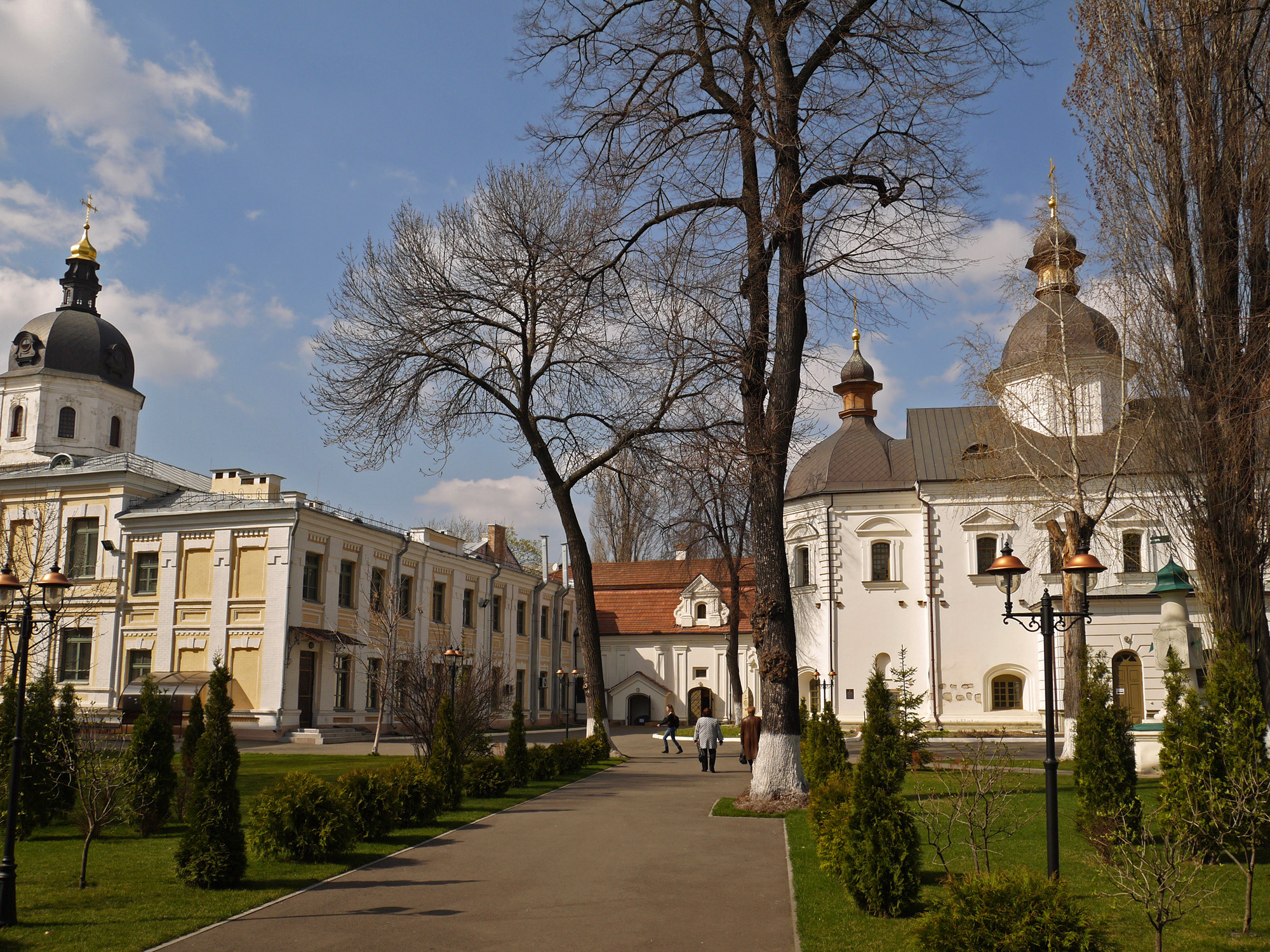
Вид на Галшчин будинок знадвору
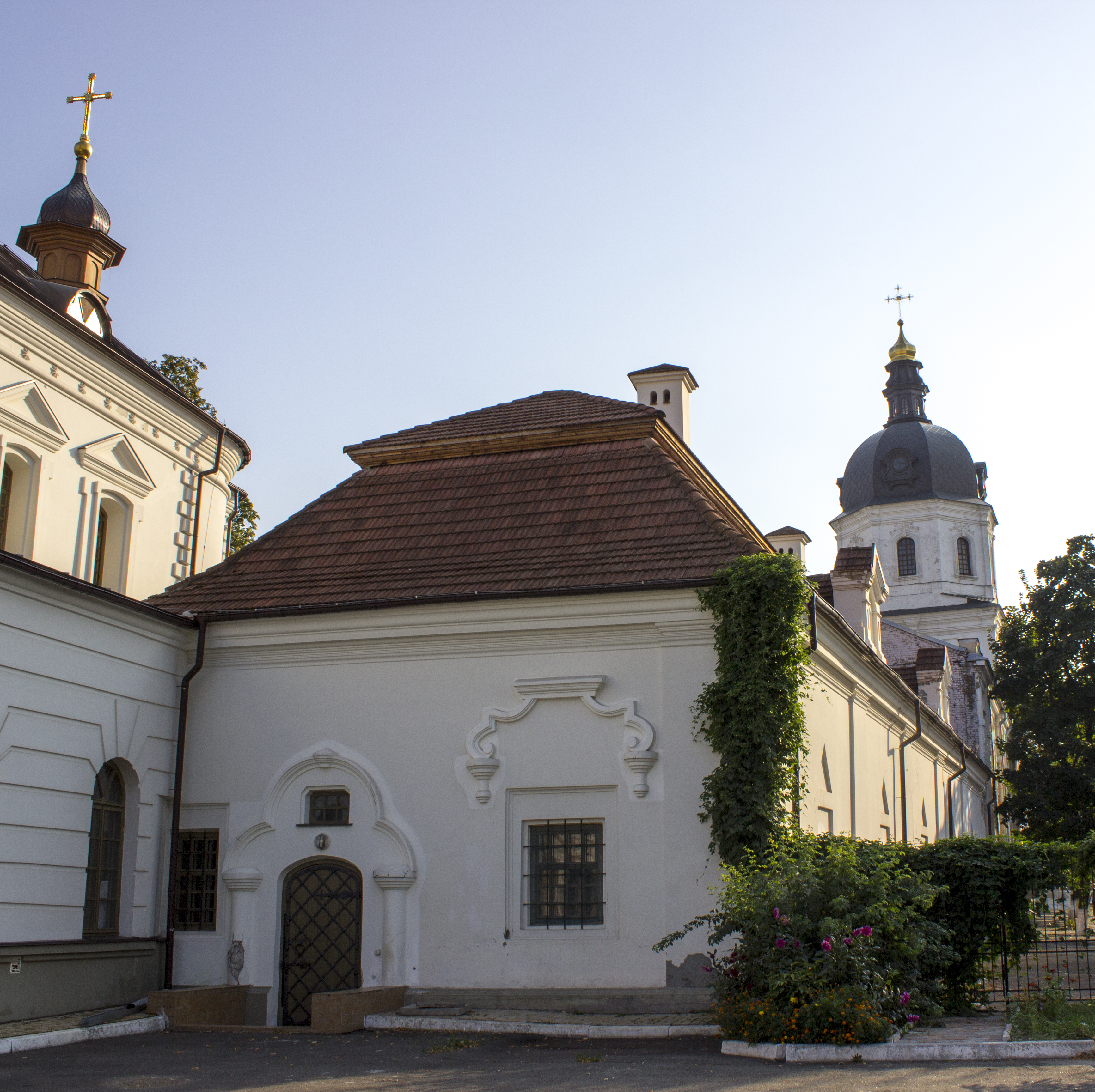
Східний фасад
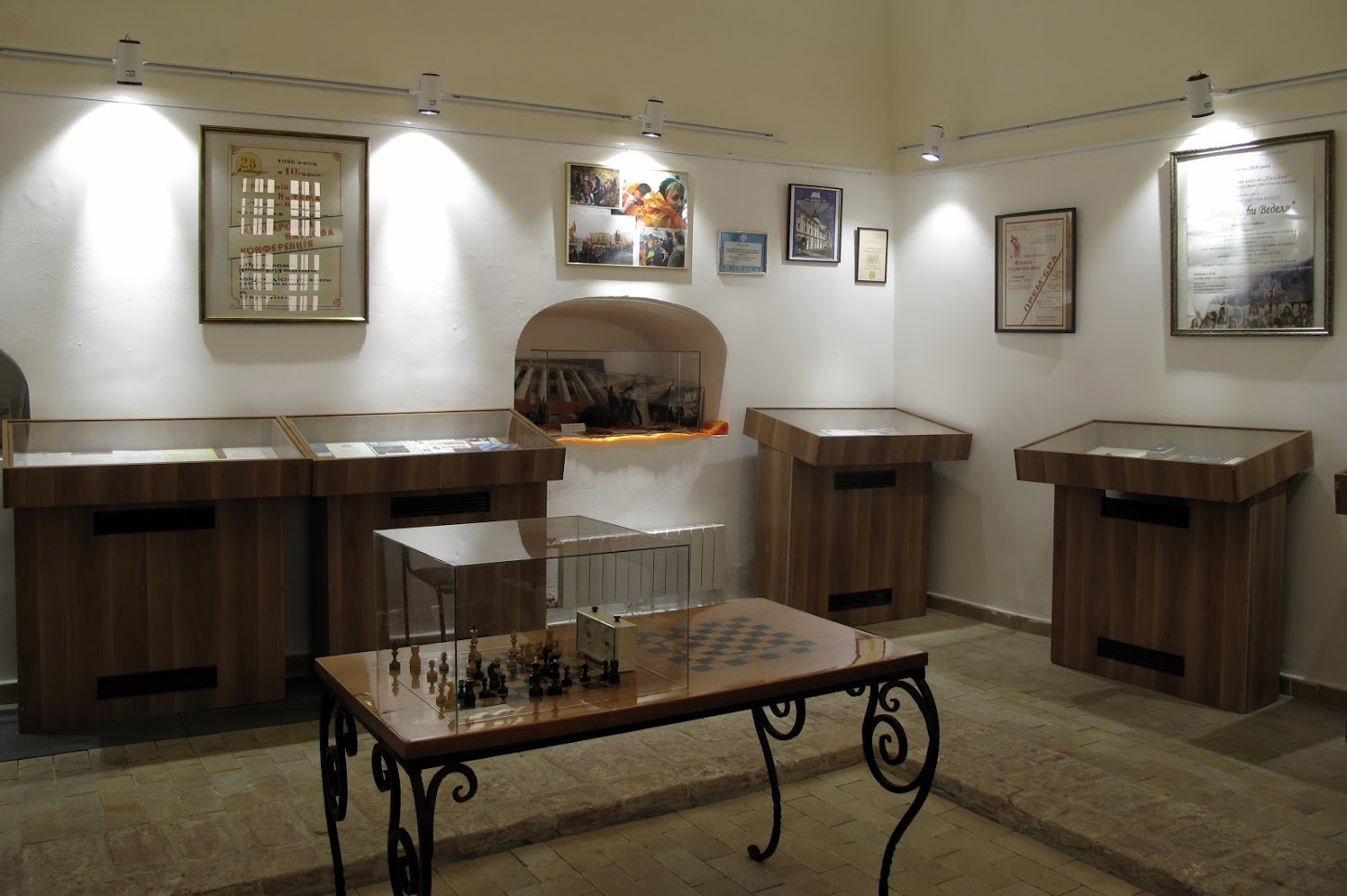
Зала на першому поверсі
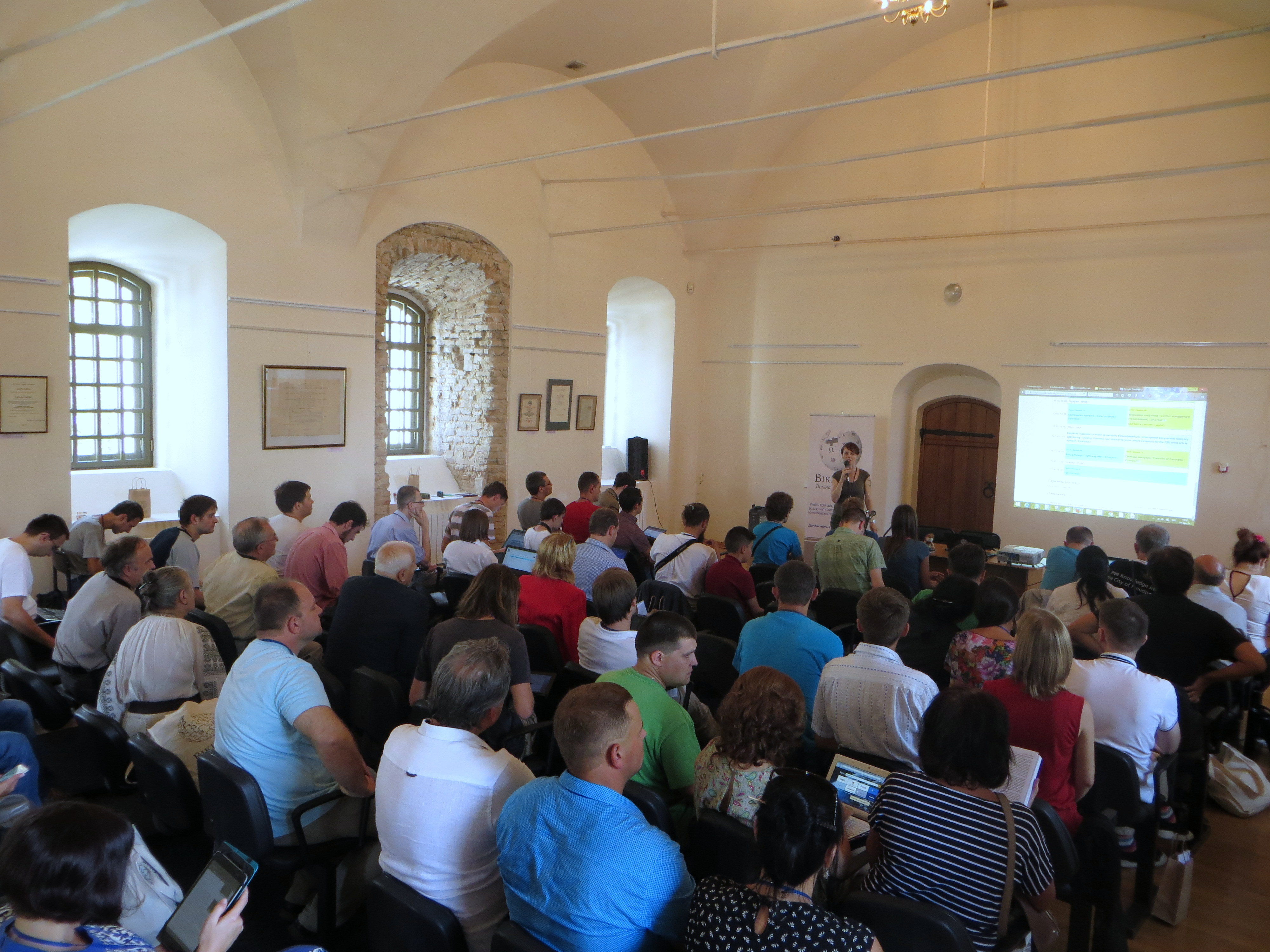
Другий поверх